# 道森 (澳大利亞國會選區)
道森選區（英語：Division of Dawson），是澳大利亞昆士蘭州的下議院選區，位於北部海岸地區，包括麥凱等城鎮。面積14,945平方公里。
選區始於1949年，名字是紀念昆州第一位工黨（第十四任）州長安德魯·道森。該區歷史上多數時期是國家黨的安全選區。2010年，昆士蘭自由國家黨的喬治·克里斯坦森當選。